# Бухара (футбольный клуб, 1960)
«Бухара́» (узб. «Бухоро» футбол клуби) — советский футбольный клуб из одноименного города в Узбекской ССР, основанный в 1960 году и расформированный в 1988 году. Предшественник ныне существующего одноимённого клуба, который был основан в 1989 году.

## История
До 1965 года команда участвовала в чемпионате Узбекской ССР, также принимала участие в розыгрышах Кубка Узбекской ССР. С сезона 1966 года «Бухара» стала участвовать в классе «Б» чемпионата СССР, по итогам которого заняла последнее, 19-е место в зоне «Средняя Азия и Казахстан».
В 1967 году клуб был переименован в «Факел», но спустя 2 года ему было возвращено первоначальное название — «Бухара». В последующие несколько сезонов команда участвовала в классе «Б» чемпионата СССР, а в последующие сезоны — в чемпионате Узбекской ССР.
В сезоне 1980 года «Бухара» вернулась в класс «Б» Второй лиги чемпионата СССР и по итогам сезона заняла последнее, 19-е место. В последующие сезоны и до своего расформирования в 1988 году, команда участвовала в республиканских турнирах, в частности, в чемпионате и Кубке Узбекской ССР. Особых успехов команда не достигла.

## Названия
| 1960—1966 | «Бухара» |
| 1967—1968 | «Факел»  |
| 1969—1988 | «Бухара» |